# Radikal 91
Radikal 91 mit der Bedeutung „Scheibe, Platte, Brett“ ist eines von 34 der 214 traditionellen Radikale der chinesischen Schrift, die mit vier Strichen geschrieben werden.
Mit 10 Zeichenverbindungen in Mathews’ Chinese-English Dictionary gibt es sehr wenige Schriftzeichen, die unter diesem Radikal im Lexikon zu finden sind.
Das Radikal „Platte“ nimmt nur in der Langzeichen-Liste traditioneller Radikale, die aus 214 Radikalen besteht, die 91. Position ein. In modernen Kurzzeichen-Wörterbüchern kann es sich an ganz anderer Stelle finden. Im Neuen chinesisch-deutschen Wörterbuch aus der Volksrepublik China steht es zum Beispiel an 114. Stelle.
Die Siegelschrift-Form zeigt einen vertikal geteilten Baum, dessen rechte Hälfte dem Zeichen seine Bedeutung gibt. Holzplättchen dienten in China früher als Material, auf dem geschrieben wurde. Viele ausgegrabene alte Schriften bestehen aus längs gespaltenen Bambus-Röhren, auf deren Außenseite von oben nach unten die Texte geschrieben wurden.
片 (pian) stellt seine Zeichen daher in den Sinnzusammenhang von Druckplatte und Schriftträger, wie zum Beispiel in 牌 (pai = Schild, auch in 招牌 zhaopai = Aushängeschild), 牒 (die = Urkunden), 牍 (= hölzernes Schreibtäfelchen) und 版本 (banben = Auflage eines Buches).

## Schriftzeichenverbindungen, die vom Radikal 91 regiert werden
| Striche | Zeichen        |
| ------- | -------------- |
| +0      | 片             |
| +04     | 版             |
| +05     | 牉 牊          |
| +08     | 牋 牌 牍       |
| +09     | 牎 牏 牐 牑 牒 |
| +10     | 牓 牔          |
| +11     | 牕 牖 牗       |
| +15     | 牘             |

 Im Unicodeblock Kangxi-Radikale ist das Radikal 91 unter der Codepointnummer 12.122 (U+2F5A) codiert.